# Bowling Green (Ohio)
Bowling Green es una ciudad universitaria ubicada en el condado de Wood en el estado estadounidense de Ohio. En el Censo de 2010 tenía una población de 30 028 habitantes y una densidad poblacional de 919,86 personas por km². Se encuentra la Universidad Estatal de Bowling Green en Bowling Green.  

## Geografía
Bowling Green se encuentra ubicada en las coordenadas 41°22′40″N 83°38′59″O / 41.37778, -83.64972. Según la Oficina del Censo de los Estados Unidos, Bowling Green tiene una superficie total de 32,64 km², de la cual 32,52 km² corresponden a tierra firme y (0,37%) 0,12 km² es agua.

## Demografía
Según el censo de 2010, había 30 028 personas residiendo en Bowling Green. La densidad de población era de 919,86 hab./km². De los 30028 habitantes, Bowling Green estaba compuesto por el 87,59% blancos, el 6,41% eran afroamericanos, el 0,21% eran amerindios, el 2,13% eran asiáticos, el 0,03% eran isleños del Pacífico, el 1,45% eran de otras razas y el 2,17% pertenecían a dos o más razas. Del total de la población el 4,78% eran hispanos o latinos de cualquier raza.